# Wer springt am höchsten
Wer springt am höchsten (Originaltitel: Hoppa högst) ist ein Kinderfilm von Johanna Hald nach der gleichnamigen Geschichte von Astrid Lindgren.

## Handlung
Kurz nachdem ihre beiden Kinder Albin und Stig geboren werden, beginnt ein Konkurrenzkampf zwischen den beiden Müttern, wer von den beiden Kindern am besten ist. Die Mütter wollen, dass ihr Kind am ehesten sprechen, laufen usw. kann. Der Konkurrenzkampf der Mütter ist so groß, dass er sich schließlich auch auf die beiden Kinder überträgt. Angestachelt von ihren Mitschülern lassen sie sich zu immer weiteren Mutproben hinreißen. Sie springen von Brücken, essen Regenwürmer usw. So kommt es schließlich dazu, dass beide Jungs vom Kuhstall herunterspringen wollen. Eigentlich haben beide Jungs Angst vorm Springen, jedoch möchte keiner von beiden nachgeben. So kommt es, dass beide gleichzeitig herunterspringen. Beide bleiben regungslos am Boden liegen. Die Mitschüler alarmieren den Arzt und die beiden kommen im Krankenhaus wieder zu sich. Dort warten bereits die Mütter und fragen sich wie das alles nur passieren konnte. Albin und Stig, die im gleichen Zimmer liegen, schauen einander an und lachen. Sie finden beide, dass es ganz schön blöd war, solche Sachen zu machen, wie Würmer zu essen oder vom Kuhstall zu springen.

## Hintergrund
Wer springt am höchsten wurde am 24. März 1989 erstmals im schwedischen Fernsehen ausgestrahlt.
In Deutschland wurde der Film am 8. Oktober 1989 innerhalb einer Reihe namens Astrid Lindgren erzählt im ZDF erstausgestrahlt. Im September 2010 wurde das Märchen mit vier weiteren Astrid Lindgren Verfilmungen von der Universum Film GmbH auf einer DVD unter dem Titel Astrid Lindgren – Die schönsten Erzählungen veröffentlicht. Eine weitere DVD-Veröffentlichung gab es im Oktober 2013, dieses Mal mit zwei weiteren Astrid Lindgren Verfilmungen unter dem Titel Astrid Lindgrens Märchen 2. Der Film ist in der deutschen Fassung 25 Minuten lang.